# هو سی یان
هو سی یان (انگلیسی: Huo Siyan؛ زادهٔ ۲۳ اکتبر ۱۹۸۱) بازیگر و خوانندگی اهل چین است. وی از سال ۱۹۹۸ میلادی تاکنون مشغول فعالیت بوده است.
از فیلم‌ها یا برنامه‌های تلویزیونی که وی در آن نقش داشته است می‌توان به شام آخر اشاره کرد.